# Накамура Ейїчі (хокеїст на траві)
Накамура Ейїчі (1909 — 27 травня 1945) — японський хокеїст на траві.
Срібний призер Олімпійських Ігор 1932 року.